# Miniatur Wunderland
A Miniatur Wunderland egy hatalmas vasúti terepasztal Hamburg Speicherstadt (Raktárváros) nevű részében, Németországban. A terepasztal jelenleg a legnagyobb a világon. A vágányok hossza kb. 16 500 méter. Összesen 11 különböző témát dolgoz fel: Közép-Németország, Knuffingen fantáziavárosa, Ausztria, Hamburg és környéke, Amerika, Skandinávia, Svájc, Knuffingen Airport (a Hamburgi repülőtér másolata), Olaszország és Velence, Rio de Janeiro és Patagónia. Építése 2000 decemberében kezdődött el és 2001-ben nyílt meg. A bővítése folyamatosan is zajlik. 2024-ben újabb termet nyitnak meg a közönség előtt.

## Technika
A terepasztal több mint 1600 négyzetméteren terül el, amelyen rengeteg jármű, tereptárgy és figura található. Néhány adat a teljesség nélkül:
- Több mint 1 050 000 építési óra,
- Több mint 1150 vonat több mint 10 000 vagonnal,
- Több mint 4650 épület,
- Több mint 10 300 autó,
- 500 000 lámpa,
- 290 000 modellfigura,
- 150 000 fa.

## Képgaléria

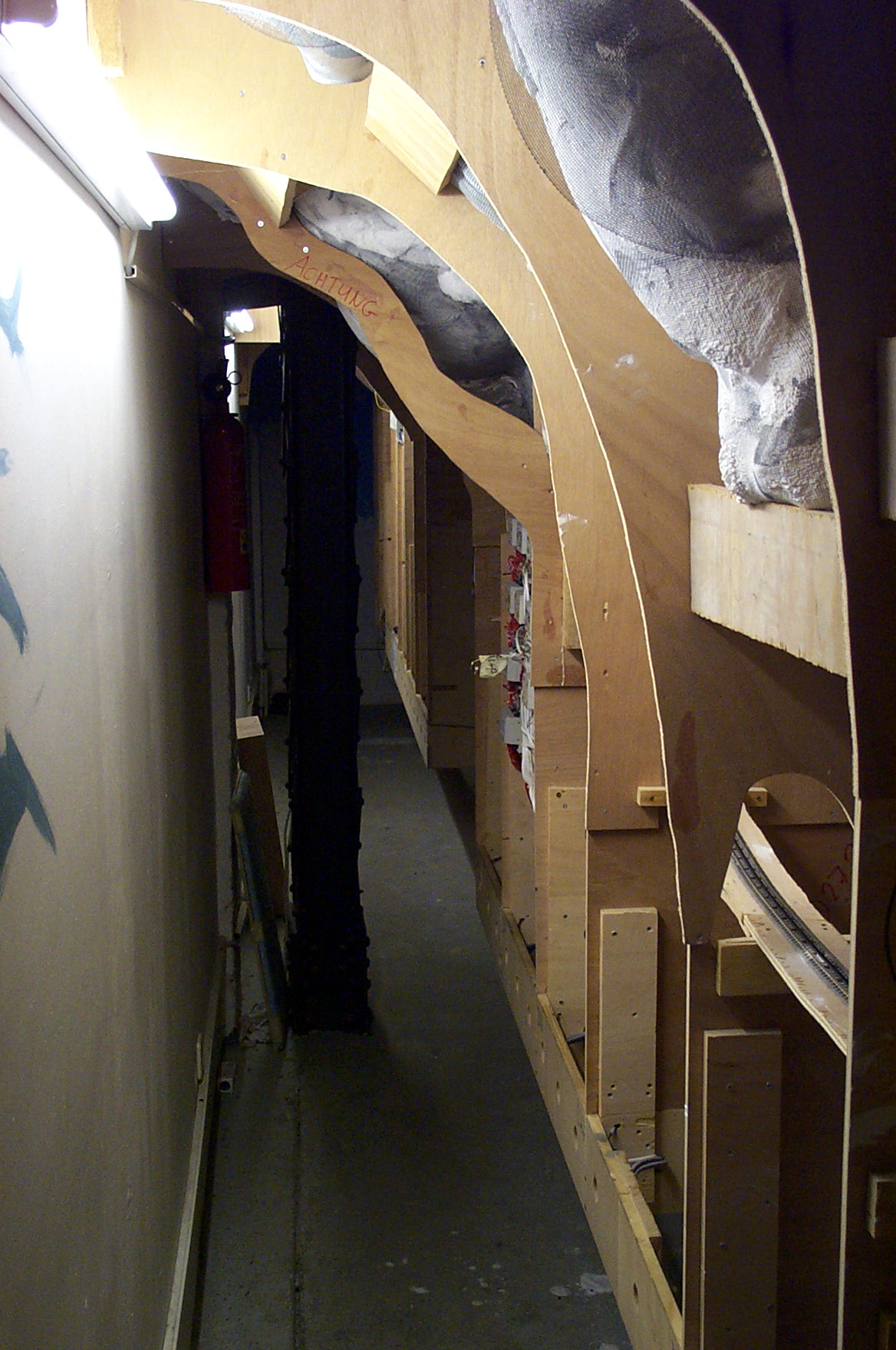
Szervizalagút az „Alpok” alatt
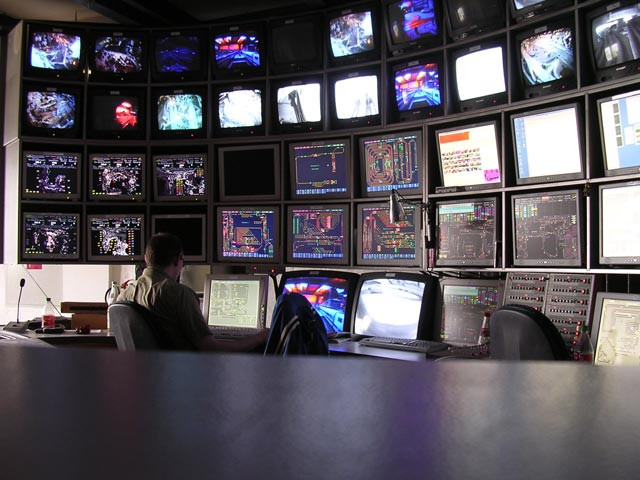
Irányító szoba